# Myasishchev M-101T
Il Myasishchev M-101T Gzhel (in cirillico Мясищев М-101Т Гжель) è un monomotore turboelica ad ala bassa destinato al trasporto business progettato dall'OKB 23 Myasishchev e sviluppato in Unione Sovietica negli anni novanta. Realizzato dall'azienda russa SOKOL è attualmente in fase di produzione.

## Storia

### Sviluppo
Alla fine degli anni ottanta in Unione Sovietica venne emessa una specifica per il progetto di un velivolo leggero destinato al trasporto civile aerotaxi. Al concorso che ne seguì parteciparono 12 uffici di progettazione (OKB) tra i quali il Nr.23 Myasishchev che presentò il suo Триплан (Triplano, nome di fantasia non legato alla sua configurazione alare), il prototipo di quello che in seguito sarebbe diventato l'M-101T. Il progetto prevedeva una configurazione innovativa, dotato di alette canard e di un impennaggio a V.
Nei primi mesi del 1990 il capoprogettista dell'OKB, VK Novikov, inviò il progetto allo TsAGI per verificarne le caratteristiche. Lo TsAGI espresse parere favorevole, indicando però l'opportunità di studiare due diverse configurazioni dell'impennaggio oltre a quella originale: una cruciforme ed una convenzionale. Infine, si decise di optare per l'ultima, in un'ottica di riduzione dei rischi.
Per l'impianto propulsivo, furono valutate diverse soluzioni. Inizialmente, si pensò di utilizzare un modello di produzione nazionale ad ampia diffusione: l'M-14P, da 360 hp. Poi, in fase di progettazione preliminare, furono valutati un motore americano ed uno russo, di fabbricazione Klimov. Tuttavia, lo TsAGI ritenne che le prestazioni ottimali si avevano con un motore turboelica di fabbricazione ceca, un Walter M-601. Per questa ragione, l'utilizzo di tale propulsore venne approvato nel marzo 1991. L'aereo ricevette così il nome definitivo di M-101T (la lettera T sta, appunto, per turboelica). Nello stesso anno, venne stabilito che la produzione sarebbe avvenuta presso la Gorky Scientific Production Association, ovvero quella che al giorno d'oggi è la SOKOL.
Il risultato finale, dunque, era il progetto di un velivolo che utilizzava uno schema aerodinamico classico, che secondo i progettisti sarebbe stato capace di buone prestazioni, un alto livello di comfort per i passeggeri e di bassa rumorosità all'interno. Inoltre, vi era l'intenzione di rendere l'M-101T conforme agli standard occidentali, in modo da poterlo omologare per il certificato di navigabilità civile AP-23, adottato negli Stati Uniti a partire dal 1993.
Il nuovo motore impose alcune correzioni del progetto originale, ed alcune modifiche vennero inoltre implementate dopo numerosi test condotti con alcuni modelli in scala reale presso la galleria del vento dello TsAGI (T-1EMZ, T-102, T-103.T-105).
Il 31 marzo 1995, il primo esemplare dell'aereo, matricola 15001, pilotato dal pilota V. Vasenkov, effettuò il suo primo volo. Il volo evidenziò alcuni problemi, e fu quindi necessario procedere ad alcune modifiche che furono implementate entro l'anno. Nel 1996-1997, vennero prodotti due ulteriori esemplari volanti (matricole 15003 e 15004). Tuttavia, il programma subì una battuta d'arresto nell'agosto 1998, in seguito alla crisi economica che sconvolse la Federazione Russa. Solo nel 2000, un gruppo di imprese capeggiate dalla Sokol ripresero a finanziare il programma. L'intero sviluppo venne trasferito a Nižnij Novgorod per motivi di riduzione dei costi.
Tuttavia, i test di volo non si fermarono. Infatti, a partire dal dicembre 1997, i primi due prototipi vennero affittati dalla compagnia JSC, per effettuare operazioni di trasporto. I voli compiuti in questo ambito, per due anni, furono in pratica considerati dei test. Inoltre, l'aereo suscitò l'interesse della Central African Airways, e nel novembre-dicembre 1999 e nel febbraio-marzo 2000 l'aereo effettuò un tour dimostrativo di 26.300 km. L'aereo volò da Nižnij Novgorod verso la penisola araba e l'Africa equatoriale, toccando anche Burundi e Zaire. Si trattò di esperienze molto utili per valutare il comportamento dell'aereo in tutti i climi, compresi quelli più estremi.
Il 12 settembre 2001, l'esemplare 15001 precipitò a causa di un cedimento del montacarichi. Il secondo pilota O. A. Ščepetkov abbandonò l'aereo, mentre il collaudatore A. G. Besčastnov rimase a bordo per cercare di evitare lo schianto del piccolo aeromobile contro un vicino centro abitato. Con molti sforzi vi riuscì, ma non fece in tempo ad abbandonare l'aereo e precipitò con esso. Morì per le numerose ferite riportate a bordo dell'elicottero che lo aveva evacuato dal luogo della sciagura. Per il suo coraggio, ricevette il titolo di Eroe della Federazione Russa alla memoria.
In seguito all'incidente vennero approntate diverse migliorie, in particolare un rafforzamento del montacarichi. Le modifiche vennero implementate sugli esemplari 15004, 15006 e 15008 (quest'ultimo di nuova costruzione).
Nel marzo 2002 il primo aereo con le nuove modifiche effettuò il primo volo. Il 29 dicembre dello stesso anno ricevette il certificato internazionale di navigabilità, e nei primi mesi del 2003 il certificato FAA.
Nel dicembre 2012 il Ministero di Trasporti della Russia ha annunciato che Myasishchev M-101T è stato scelto per produzione di serie nell'ambito del Programma di rilancio delle linee aeree regionali nella Federazione Russa nel 2015 - 2025.

## Tecnica

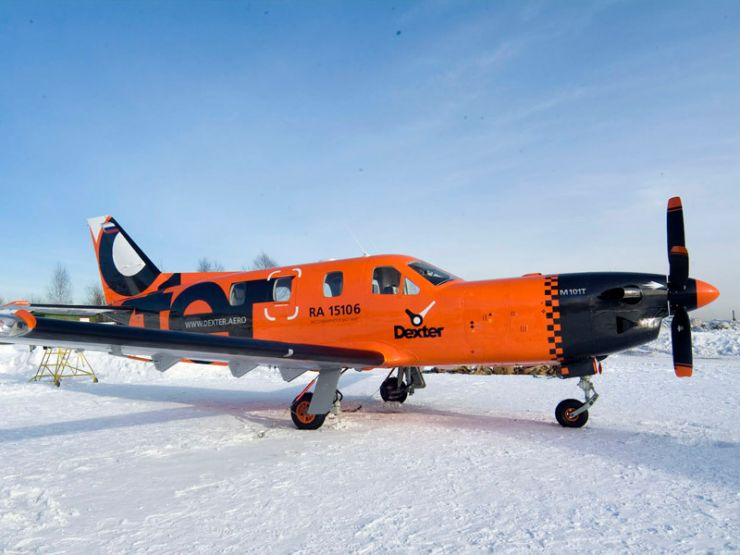
Un Myasishchev M-101T nella livrea della russa Aerotaxi Dexter all'aeroporto di Lipeck.

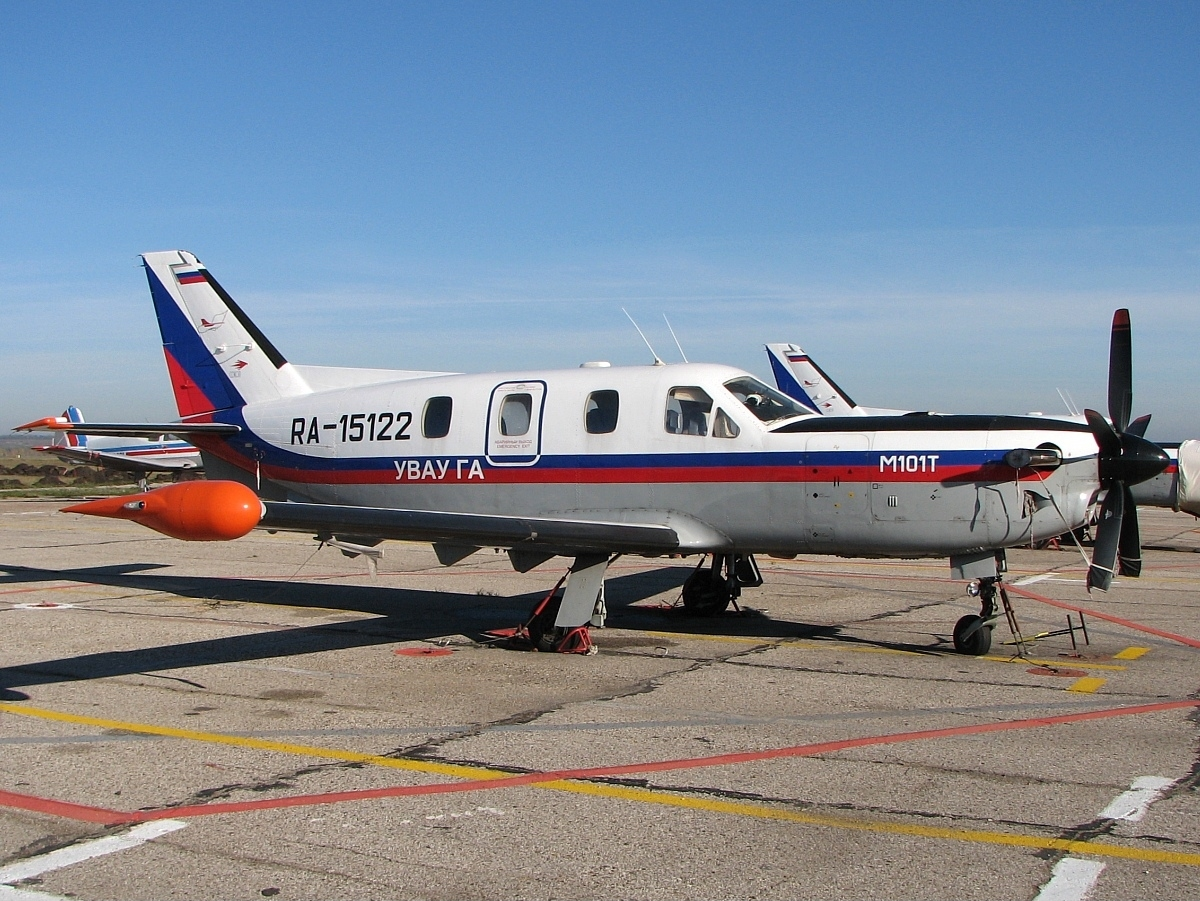
Un Myasishchev M-101T nella livrea della russa UHCAS.

Il Myasishchev M-101T è un monoplano ad ala bassa che utilizza una formula aerodinamica convenzionale. È spinto da un motore turboelica Walter M-601 da 751 hp, che ha una vita utile di 20 anni con revisioni ogni 3.000 ore. La velocità massima è di 540 km/h, e quella di crociera di 340-420.
La fusoliera è di costruzione metallica, con le cabina pressurizzata del volume di 7,53 metri cubi. L'interno è provvisto di una sezione cargo. La porta per l'ingresso di passeggeri, equipaggio e merci è sulla sinistra, ed ha un'ampiezza di 115 centimetri per 123. Il sistema per l'ossigeno, per passeggeri ed equipaggio, è separato.
La cellula ha una vita utile di 15 anni o 20.000 ore di volo, con revisione ogni 6.000. Il velivolo è in grado di operare con temperature che vanno dai -50 ai +50 °C. Inoltre, grazie alla sua silenziosità, può operare anche di notte in aeroporti posti vicino ai centri abitati.
Il carrello di atterraggio è retrattile e triciclo, ed è utilizzabile anche su piste non pavimentate: in dettaglio, l'M-101T può atterrare su erba di sette centimetri o neve fresca di 8.
L'equipaggio è di due elementi.

## Servizio
Il Myasishchev M-101T è in grado di essere utilizzato in vari compiti:
- aereo passeggeri per tratte poco trafficate;
- trasporto VIP;
- trasporto di cose e persone;
- operazioni di pattugliamento e monitoraggio;
- controllo delle tubature per il trasporto di petrolio o gas.

Comunque, il velivolo, visto che tutta la cabina è pressurizzata e l'entrata è molto ampia, può essere facilmente convertito da un utilizzo all'altro.

## Utilizzatori
Russia
- Aerotaxi Dexter

opera/operava con 8 esemplari (RA-15100, RA-15101, RA-15106, RA-15109, RA-15110, RA-15111, RA-15112, RA-15114) con hub all'aeroporto di Mosca-Bykovo e numerosi filiali nella Russia: San Pietroburgo-Pulkovo, Ekaterinburg-Kol'covo, Krasnojarsk-Emel'janovo.
- UHCAS

opera con 3 esemplari con hub all'Aeroporto di Ul'janovsk-Barataevka (RA-15122, RA-15123, RA-15125)